# Berekeresztúr
Berekeresztúr (románul Bâra, németül Kreutzdorf) falu Romániában Maros megyében. Közigazgatásilag Székelybere községhez tartozik.

## Fekvése
A falu Marosvásárhelytől 28 km-re keletre, Székelyberétől 2 km-re északra fekszik a Kendői-patak völgyében.

## Története
1335-ben említik először. 1910-ben még 316-an lakták. A trianoni békeszerződésig Maros-Torda vármegye Nyárádszeredai járásához tartozott. 1992-ben 158 lakosából 144 magyar, 13 cigány és 1 román volt.

## Látnivalók
- Református temploma 1385-ben épült, gótikus stílusú, szép kiemelkedő dombon áll. 1790-ben átépítették, 1850-ben villámcsapás érte, majd 1900-ban teljesen átalakították. A templom alatti sírboltot 1621-ben fejedelmi rendeletre elfalazták. 1974-ben Dávid László székely írásos feliratokat talált a templomban, melyeket 1561-re datálnak. A templom melletti magaslatot Vároldalnak nevezik, lehet, hogy egykor erődítmény állt rajta.
- A templomot korabeli szokás szerint közős erővel építette hét falu: Berekeresztúr, mint anyaegyház és a hozzá tartozó hat filia (leányegyház) – Nyárádmagyarós, Mája, Márkod, Bere, Selye, Kendő. Az épület két évszázadig a katolikus egyház kezén volt, 1560 után került protestáns kézbe.
- A templomot a szentély, a hozzá kapcsolódó egy hajó és a torony alkotja. Legrégebbi része valószínűleg a hajó, melynek építése a XIII. század végére, a XIV. század elejére datálható. Hossza 15 méter. A szentély a XIV. században épülhetett, hossza 9,5 méter, szélessége 6,9 méter.
- Északi oldalán ma is látható a befalazott sekrestyeajtó kőkerete, amely a katolikus szertartások korát idézi. Déli oldalán két gótikus ablak volt, ezek közül az egyik ma is látható. A négyemeletes torony építése a XVI. századra tehető, magassága 24 méter. A toronysisak 18 méter, a négy fiatorony magassága egyenként 4 méter.
- A templom falképei 1900-ban kerültek elő a restaurálási munkálatok során. A külső falakon XVII. századi pártázatos festés fut körbe, színe téglavörös, tulipánszerű virágokat mintáz. Az északi hajófalon a pergamensárga háttérből Mária alakja bontakozik ki, köpönyege alatt az üdvözültek tömege látható. A nyugati hajófal freskója édenkerti jeleneteket ábrázol.
- A szentély keleti falán különböző korú falfeliratok láthatók. Legrégebbi a XVI. századi „Krónika”, amely fontosabb történésekről tudósít (sáskajárás, döghalál, Szigetvár eleste stb.). Erre került rá a XVII. században a Tízparancsolat szövege, amelynek ma csupán a második és harmadik parancsolata vehető ki. A templom falán számos bekarcolt évszám és rovásírással készült felirat is látható, ezek feltételezhetően a XVI-XVII. századból valók.
- A torony negyedik emeletén található a 15 mázsás harang, amelyet 1542-ben öntöttek, és amelyet A Székelyföld leírása című munkájában Orbán Balázs a környék legszebb hangú harangjaként említ. A másik két – 7 és 1,5 mázsás – harang az első világháború idején pusztult el. A nagyobbikat 1673-ban, a kisebbiket 1887-ben öntötték.
- A Keresztúri-udvarház romjai 1861-ben még láthatók voltak. Innen származott Keresztúri Miklós Marosszék főkirálybírája és Keresztúri János Marosszék főkapitánya.

## Híres emberek
- Kolozsváry József magyar író itt született és halt meg (1904. május 9. – 1944. január 21.).